# Abraham Johan van der Hoop
Abraham Johan van der Hoop (Arnhem, 19 januari 1775 - Eesveen, Huis De Bult, 30 oktober 1826) was een Nederlands burgemeester.
Van der Hoop is een telg uit een Nederlands patriciërsgeslacht. Zijn vader mr. Jan Nanning van der Hoop (1738-1782) was onder meer advocaat en burgemeester in Arnhem. Zijn moeder Adelgunda Christina Wolthers kwam uit Groningen en keerde daar als weduwe met haar kinderen weer naar terug. Ze hertrouwde in 1786 met mr. Hendrik de Sandra Veldtman, heer van Slochteren, waarna zij met haar kinderen bij hem introk op de Fraeylemaborg.
Van der Hoop trouwde in 1797 met Arnoldina Aleida Maria Thomassen à Thuessink (1776-1859). Uit hun zoon Evert stamt de familie Thomassen à Thuessink van der Hoop (van Slochteren).

## Loopbaan
Van der Hoop studeerde rechten in Groningen en promoveerde in 1797. Hij werd er vervolgens advocaat van het Hof. In 1803 werd hij fiscaal van de beide Oldambten. In 1815 werd hij lid van de Provinciale Staten van Groningen en gemeenteraadslid van de stad. In 1822 werd hij een van de vier burgemeesters in Groningen, naast Cremers, Van Iddekinge en De Savornin Lohman. Bij Koninklijk Besluit van 5 januari 1824 werd bepaald dat de stad voortaan een burgemeester zou hebben, Van Iddekinge behield het ambt. In 1825 werd Van der Hoop wethouder in Groningen. Hij overleed het jaar erop.